# Treblinka
Treblinka [trɛˈbliŋka] je osada, která leží na břehu řeky Západní Bug v Mazovském vojvodství ve východním Polsku, asi 100 km severovýchodně od Varšavy. Administrativně náleží pod obec Małkinia Górna. Obývá jí 270 stálých obyvatel.
Osada se zapsala do historie době druhé světové války, kdy zde nacisté zřídili vyhlazovací tábor Treblinka. Během jediného roku zde byl vyvražděn téměř milion lidí.